# シェルビー・スーパーカーズ・エアロ
シェルビー・スーパーカーズ（SSC）・エアロ（SSC Ultimate Aero）はアメリカの自動車会社、シェルビー・スーパーカーズ（SSC）が製造・販売していたスーパーカー。
ベースモデルの「エアロ」とパフォーマンスモデルの「アルティメットエアロ」の2モデルが存在する。

## 概要
2004年、「SSC エアロ SC/8T」として発表。ボディは欧州のスーパーカーたちと似たシェイプを持ち、バタフライドアを持つ。スチールスペースフレームのシャシーに、カーボンコンポジット製のボディが被せられ、アメリカ車らしく、レーシングストライプが取り入れられている。
足回りは前後ダブルウィッシュボーンサスペンション。アルティメットエアロはフロントタイヤは19インチ、リアタイヤは20インチで、ミシュラン社製パイロットスポーツPS2を履く。
エンジンはシボレー製スモールブロックを使用した6345ccV型8気筒OHVでインタークーラーツインターボを備える。

### 2009年モデル
エンジンは新たに独自設計のアルミニウム削り出しエンジンブロックを採用するなどし、最高出力は1287馬力/6075rpmを発生、2007年モデルより104ps,15パーセントのパワーアップを果たし、トルクも151.3kgmから153.8kgm/6150rpmに向上した。SSCでは最高速度 270mph(434.5km/h)が可能であるとしている。新たにエアロブレーキシステムが搭載され、ブレーキペダルの踏み込み速度、踏み込み量などを計算して自動でリアスポイラーを上昇させる。
エアコン、10スピーカーオーディオ、ナビゲーションシステムなどが標準装備となっているものの、ABSやトラクションコントロールは装備されていない。新車価格はアメリカで65万4500ドルで125万ドルのブガッティ・ヴェイロンの約半額であり、最高速度が400km/hを超えるスポーツカー（ボディを独自に開発したものに限る）としては比較的安価である。

### 2010年モデル
オーストラリアのカーボンレボリューション社との共同開発による世界初のカーボンファイバー製ワンピースホイールが装備される。従来のアルミニウム合金製ホイールに比べ40～50%の軽量化を果たしているという。

### EVモデル
パワートレインにはツインモーターを搭載するAESPという独自のものが採用される。110Vでの充電時間が10分というリチウムイオンバッテリーにより二つのモーターを組み合わせて駆動し最高出力1200馬力、最大トルク112kgmを発生させる。0-60mph加速2.5秒、最高時速208mph(約335km/h)、そして航続距離320kmを目標に開発が進められている。またエンジンモデルに比べて車体は小型化される予定。

## 最高速挑戦
2007年9月26日、ワシントン州のハイウェイ221号線を封鎖し、スピード世界記録への挑戦が行われ、2回の走行記録の平均値として412.28km/hが記録された（最高は414.31km/h）。これはそれまでのギネス記録、ケーニグセグ・CCRの持つ395km/h、ブガッティ・ヴェイロンの持つ非公式記録、407km/hを両方とも塗り替えギネス記録となった。
2010年7月にブガッティ・ヴェイロン スーパースポーツの431.072km/hに再びギネス記録を塗り替えられている。